# André Horta
André Filipe Luz Horta (Almada, 7 de novembro de 1996), é um futebolista português que atua como meio-campista. Atualmente joga no Almería, emprestado pelo Braga.

## Carreira

### Vitória de Setúbal
Nascido em Almada, Setúbal, André Horta passou oito anos na categorias de base do Benfica, com 15 anos de idade foi para as categorias de base Vitória de Setúbal.
No final de 2014, enquanto ainda júnior, ele foi promovido para profissional pelo gerente Domingos Paciência.
Em 12 de dezembro de 2014, André Horta fez seu primeiro jogo na estreia da Primeira Liga, jogando os 45 minutos do segundo tempo de uma derrota de 1-0 em casa contra o Boavista.
Seu tempo em Setúbal, após sua chegada ao profissional, foi relativamente curto, mas marcado por 44 jogos, onde chegou a anotar dois gols. A "aposta" do clube e do treinador renderam ao time uma quantia aproximada de 400 mil euros, já que o médio, na época com 19 anos, foi vendido ao fim da época 2015–16.
| “                                                   | A experiência no V. Setúbal foi muito boa. Regresso mais maduro e mais experiente. Fui para uma realidade diferente, aqui temos as melhores condições. Foi uma boa época. Se calhar faltaram-me três ou quatro golos para ser mais valorizado. Desde que cheguei lá sempre fui uma aposta do clube. Tive sorte em ter um treinador que apostou em mim, o ‘mister’ Quim Machado. | ” |
| — André sobre sua passagem pelo Vitória de Setúbal. | |   |

### Benfica
Com seu destaque no time anterior, e por já ter pertencido a Base do time, André foi vendido ao Benfica em 2016 e assinou um contrato válido por cinco épocas.
| “                             | Muitos jovens gostavam de estar no meu lugar. Estou a viver o sonho de muitas crianças que seguem o Benfica e sofrem pelo clube. É preciso valorizar os jovens portugueses. Temos jovens de grande talento, ainda agora fomos campeões europeus sub-17. Antes de me tornar jogador de futebol já era do Benfica. A minha família é toda benfiquista. | ” |
| — André ao chegar no Benfica. | |   |

Apesar da emoção de estar jogando no seu time do coração, a passagem do jogador no time do Estádio da Luz não foi primorosa. Apesar de ter assinado por cinco temporadas, de fato, o médio jogou apenas uma: a de sua estreia. Por conta de suas lesões e do grande desempenho individual de Pizzi, o meio-campista titular, Horta ficou muito tempo entre os suplentes e chegou a fazer somente 16 partidas com um gol anotado.
Apesar de ter feito apenas 10 partidas como titular, Horta esteve presente em bons momentos do Benfica na temporada. Lá, venceu seus primeiros quatro títulos como profissional: duas Supertaças, uma Liga Portuguesa e uma Taça de Portugal.

### Braga (empréstimo)
Após tímida passagem, Horta foi emprestado ao Braga em 2017, onde ia começar a jogar com seu irmão mais velho: Ricardo.
Nessa época, o jogador alternava entre jogos de suplente e partidas onde sequer entrava em campo até o início de 2018. A partir daí, tornou-se um meio-campista frequente ajudando a equipe em 30 partidas e com 1 tento feito.
| “                              | É com orgulho que chego ao final desta época incrível. Uma época em que cresci muito enquanto homem e jogador, uma época em que tive a oportunidade de lutar ao lado de grandes Gverreiros, onde voltei a ter a oportunidade de jogar com o meu ídolo e irmão... o meu melhor do mundo! Saio de coração cheio e com a certeza de que 'Uma vez Gverreiro, GVERREIRO PARA SEMPRE !!' O meu muito obrigado a todos os que fizeram parte desta fantástica caminhada cheia de recordes e grandes momentos!!! | ” |
| — André ao final da temporada. | |   |

### Los Angeles FC
Após sua temporada na Europa, o jogador decidiu que rumaria à MLS, nos Estados Unidos, para jogar a próxima época. O Benfica o negociou em definitivo após os americanos pagarem o valor de sete milhões de dólares, e o português receberia também quantia de um milhão, nessa mesma moeda, enquanto estivesse sob contrato com o time do Los Angeles.
Apesar de ter assinado por cinco temporadas, Horta ficou pouco tempo no clube. O jogador estreou ainda em 2018, mas custava a atuar por 90 minutos. Na época seguinte, voltou a lesionar-se. Isso custou-lhe boa parte do início da temporada de 2019. Ao todo, jogou lá por 16 vezes sem participar de nenhum gol diretamente.
Ele saiu da equipe antes do fim da temporada, mas, como foi inscrito, chegou a ser considerado um dos Campeões da Temporada Regular da MLS em 2019.
Tal desempenho fez com que ele fosse criticado pela mídia local. Um jornalista da ESPN local chegou a afirmar que Horta "nunca apareceu em Los Angeles", referenciado o alto valor investido e pouco retorno dentro de campo.

### Retorno ao Braga
Em junho de 2019, André regressou ao Braga após assinar um novo contrato de cinco temporadas.
Em seu regresso, o jogador passou a conquistar mais seu espaço e também a participar ativamente de grandes momentos do Braga. Ele esteve ativamente na campanha que levou o clube às quartas de finais da Liga Europa de 2021–22; foi figura presente no título do clube na Taça de Portugal de 2020–21, sendo o capitão na partida decisiva dessa mesma competição no vice-campeonato em 2023; ficou com o vice-campeonato da Supertaça Cândido de Oliveira de 2021; e também esteve frequentemente escalado na Primeira Liga de 2022–23, onde o time alcançou a terceira colocação e obteve a chance de disputar a próxima Liga dos Campeões.
Contudo, foi durante a temporada de 2023–24, após ter renovado até o fim da época 2025–26 no ano de 2022, que o jogador passou a ter uma minutagem menor sob o comando de Artur Jorge. O atleta chegou a participar de alguns jogos da Taça da Liga de 2023–24, mas saiu da equipe meses antes do título e da saída de Artur.

#### Olympiacos (empréstimo)
Em janeiro de 2024, o jogador foi emprestado para o Olympiacos até o fim da época.
| “                                       | Estou muito feliz por estar aqui e por jogar num clube tão grande. Conheço o treinador (Carlos Carvalhal). Ele é uma das razões pelas quais decidi vir para cá. Estou ansioso para conhecer meus novos companheiros. | ” |
| — André sobre assinar com o time grego. | |   |

### Almería (empréstimo)
Em 22 de julho de 2025, Horta foi anunciado como novo reforço do Almería, da Espanha. O português assinou um contrato de empréstimo válido por uma temporada, com opção de compra ao final do contrato por parte do clube espanhol.

## Vida pessoal
André Horta tem um irmão mais velho chamado Ricardo Horta, também é um jogador de futebol. Juntos, os jogadores conseguiram ultrapassar a marca de mais de 200 jogos juntos enquanto atuavam pelo Braga.

## Títulos

#### Benfica
- Supertaça Cândido de Oliveira: 2016, 2017
- Liga Portuguesa: 2016–17
- Taça de Portugal: 2016-17

#### Los Angeles FC
- MLS Supporters' Shield: 2019

#### Braga
- Taça da Liga: 2019–20, 2023–24
- Taça de Portugal: 2020–21

#### Olympiacos
- Liga Conferência Europa da UEFA: 2023–24

### Prêmios individuais
- 54.º melhor jogador sub-21 de 2016 (FourFourTwo)[38]